# سیمون شوندنر
سیمون شوندنر (انگلیسی: Simon Schwendener; ۱۰ فوریهٔ ۱۸۲۹ – ۲۷ مهٔ ۱۹۱۹) گیاه‌شناس، استاد دانشگاه، و نویسنده اهل سوئیس بود.